# Olajfa (politikai párt)
Az Olajfa (olaszul: L'Ulivo) egy olaszországi baloldali pártszövetség, amely 1995–2007 között az olasz baloldal vezetője volt.
A párt utódja a 2007. október 14-én alapított Demokrata Párt, amely logójába belerakta a pártszövetség olajfa szimbólumát, vele folytonosságot vállalva. A pártszövetség alapítója, vezetője Romano Prodi közgazdász, egyben a Kereszténydemokrata Párt baloldali szárnyának tagja volt.
A pártszövetség, szociáldemokrata, kereszténydemokrata, liberális-demokrata ideológiákat követi és ezeket a pártokat tömöríti. A pártszövetség 1995–96-ban Lamberto Dini szakértői, technokrata kormányával, majd 1996–2001 között – Romano Prodi, Massimo D’Alema két kormánya és Giuliano Amato második kormányával öt évig, 2006 és 2008 között a második Prodi-kormánnyal – volt hatalmon.

## A koalíció

### Születése
Az 1990-es évek elején radikális, földrengésszerű változások mentek végbe a belpolitikában: A Tangentopoli-ügy miatt elbuktak az olyan történelmi pártok, mint az Olasz Kereszténydemokrata Párt, Olasz Kommunista Párt és Olasz Szocialista Párt. Az 1994-es olaszországi parlamenti választásokon győzelmet aratott Silvio Berlusconi vezette konzervatív-liberális koalíció. Berlusconi kormánya azonban 1994. december 22-én lemondott, miután koalíciós partnere az Északi Liga nem szavazta meg a nyugdíjreformot és átpártolt az ellenzékhez.
1995 januárjától Lamberto Dini lett a miniszterelnök egy szakértői kormány vezetőjeként. Ez a kormány a Haladók Szövetsége, Olasz Néppárt és az Északi Liga pártok koalíciójából állt össze.
A centrista pártok nagy része egyre inkább a baloldal reformszárnyához közeledett (mint az AD, Hálózat, Dini Listája, Olasz Néppárt) ezzel létrejött a balközép választási szövetség, a balközép ezután szövetségre lépett mérsékelt baloldali és demokrata pártokkal (mint: Szocialista Újjászületés, Zöldek, Keresztényszociálisok, PDS). Ebből a koalícióból jött létre az Olajfa. Vezetője az IRI (Ipari Újjáépítés Intézete) volt elnöke és az Andreotti-kormány iparügyi minisztere, Romano Prodi lett.
Az 1996-os választásokra Olaszország történelmében először összejött egy szocialista, szociáldemokrata, kereszténydemokrata, liberális, posztkommunista és zöld ideológiákon alapuló koalíció. Egyben az első kormány a második világháború óta amit a Kommunista Újraalapítás Pártja egy kommunista párt is támogat. A Kommunista Újraalapítás Pártja nem lett a kormánykoalíció tagja, még a választások előtt 1996. februárjában egy "lemondó nyilatkozatot" tett, hogy lemond a közös listán indulásról és 45 választókerületben indít saját jelöltet. A választások után a Romano Prodi vezette kormány külső támogatója lett.
A választásokon a koalíció 43,39%-os eredménnyel legyőzte a Silvio Berlusconi vezette jobbközép koalíciót. Az Olajfa mind a Képviselőházban mind a Szenátusban többséget szerzett.

### Első Prodi-kormány (1996–1998)
A kormány legfőbb intézkedései voltak a bürokrácia csökkentése, a gazdaság liberalizálása állami cégek eladásával. Az ország gazdaságának fejlesztése abból a célból, hogy az euróhoz való csatlakozásra az ország megfeleljen a kritériumoknak. Prodi 1998-ban mondott le, miután bizalmatlansági indítványt nyújtottak be ellene.
Az 1996-os koalíció az alábbiak szerint nézett ki:
| Párt neve | Párt neve                         | Ideológia                 | Elnöke              |
| --------- | --------------------------------- | ------------------------- | ------------------- |
|           | Baloldali Demokratikus Párt (PDS) | Demokratikus szocializmus | Massimo D’Alema     |
|           | Olasz Néppárt (PPI)               | Kereszténydemokrácia      | Franco Marini       |
|           | Olasz Megújulás (RI)              | Liberalizmus              | Lamberto Dini       |
|           | Zöldek Szövetsége (FdV)           | Zöldpolitika              | Carlo Ripa di Meana |
|           | Olasz Szocialisták (SI)           | Szociáldemokrácia         | Enrico Boselli      |
|           | Demokratikus Unió (UD)            | Szociálliberalizmus       | Antonio Maccanico   |
|           | Segni Megállapodása (Patto)       | Centrizmus                | Mariotto Segni      |
|           | A Hálózat (LR)                    | Maffiaellenes politika    | Leoluca Orlando     |
|           | Déltiroli Néppárt (SVP)           | Regionalizmus             | Luis Durnwalder     |
|           | Olasz Republikánus Párt (PRI)     | Szociálliberalizmus       | Giorgio La Malfa    |

### D'Alema és Rutelli korszaka (1998–2004)

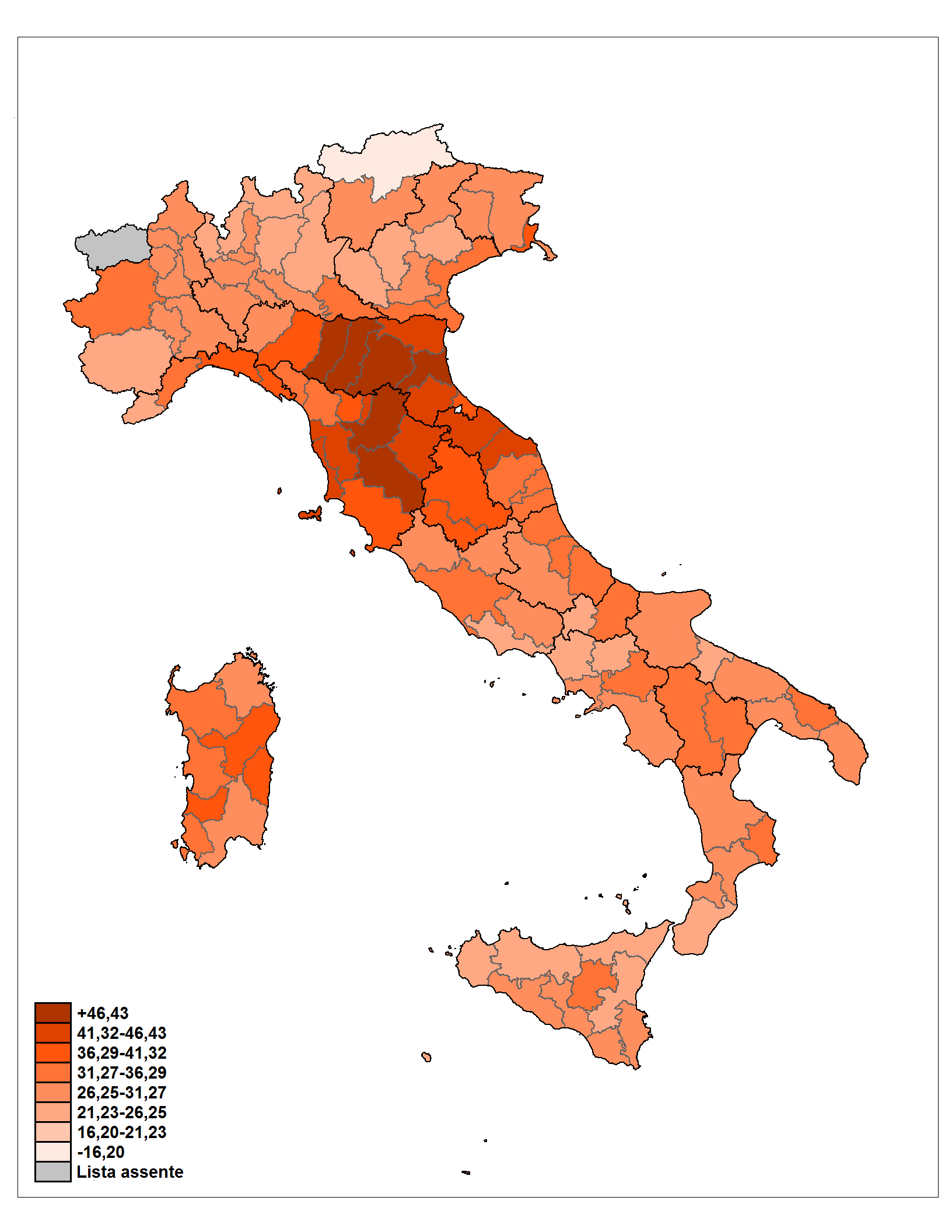
A L'Ulivo választói támogatottsága 2006-ban

Prodit Massimo D’Alema követte a kormányfők sorában, aki enyhített Prodi szigorú a maastrichti kritériumoknak megfelelő politikáján, ami a koalíción belül felháborodást okozott, a 2000-es választásokon súlyos vereséget szenvedtek. Ezt követően D'Alema lemondott. Romano Prodi 1999-től 2006-ig az Európai Bizottság elnöke lett. D'Alema volt az első olyan olasz miniszterelnök, aki kommunista volt.
Giulio Amato visszatért Prodi szigorú költségvetési politikájához, azonban a növekvő munkanélküliség és az olasz gazdaság visszaesése miatt elbukott a baloldali koalíció a 2001-es olaszországi parlamenti választáson. Az Olajfa vezetője Róma 1993 óta hivatalban levő polgármestere, Francesco Rutelli volt.
| Párt neve | Párt neve                               | Ideológia            | Elnöke                  |
| --------- | --------------------------------------- | -------------------- | ----------------------- |
|           | Baloldal Demokratái (DS)                | Szociáldemokrácia    | Piero Fassino           |
|           | Demokrácia a Szabadság – Margaréta (DL) | Centrizmus           | Francesco Rutelli       |
|           | Olasz Kommunista Pártja (PdCI)          | Kommunizmus          | Oliviero Diliberto      |
|           | Olasz Demokratikus Szocialisták (SDI)   | Szociáldemokrácia    | Enrico Boselli          |
|           | Zöldek Szövetsége (FdV)                 | Zöldpolitika         | Alfonso Pecoraro Scanio |
|           | Demokraták Európáért Uniója (UDEUR)     | Kereszténydemokrácia | Clemente Mastella       |

### Olajfa Szövetség és a Demokrata Párt megalapítása (2004–2007)
2007. október 14-én a L’Ulivo politikai tömörülés örököseként megalakult az olasz politikai élet legnagyobb baloldali pártja, a Partito Democratico
(Demokrata Párt) azzal a deklarált céllal, hogy a szociáldemokrata hagyományokat, a kereszténydemokrata gondolatokat és a liberalizmust szintetizálja a környezetvédelemre és az európaiságra fogékony elgondolásokkal.

## Választási eredmények
| Választások | Szavazatok | %    | Képviselőházi mandátumok | Szenátusi mandátumok | Kormányzat  | Listavezető       |
| ----------- | ---------- | ---- | ------------------------ | -------------------- | ----------- | ----------------- |
| 1996        | 15,758,981 | 42.2 | 285 / 630                | 157 / 315            | Kormánypárt | Romano Prodi      |
| 2001        | 16,209,944 | 43.5 | 247 / 630                | 128 / 315            | Ellenzék    | Francesco Rutelli |
| 2006        | 11,928,362 | 31.2 | 220 / 630                | 101 / 315            | Kormánypárt | Romano Prodi      |

## Fordítás
- Ez a szócikk részben vagy egészben  a   L'Ulivo című olasz Wikipédia-szócikk ezen változatának fordításán alapul.  Az eredeti cikk szerkesztőit annak laptörténete sorolja fel. Ez a jelzés csupán a megfogalmazás eredetét és a szerzői jogokat jelzi, nem szolgál a cikkben szereplő információk forrásmegjelöléseként.